# Sukimaswitch in Augusta Camp 2013
『Sukimaswitch in Augusta Camp 2013』（スキマスイッチ イン オーガスタ キャンプ 2013）は、福耳のライブBlu-ray・DVD。2014年7月23日にアリオラジャパンから発売された。

## 解説
2013年に行われた「sukimaswitch in augusta camp 2013 ～sukimaswitch 10th anniversary～」のライブ映像を収録。

## 参加アーティスト
- スキマスイッチ
- 杏子
- 山崎まさよし
- COIL
- mi-gu
- 元ちとせ
- 長澤知之
- 秦基博
- さかいゆう

- ハウスバンド
  - Guitar：石成正人
  - Bass：種子田健
  - Drums：村石雅行
  - Keyboards：浦清英
  - Percussion：松本智也
  - Sax：本間将人
  - Trumpet：田中充

## 収録会場
- 横浜赤レンガパーク野外特設ステージ

## 収録内容
1. 星のかけらを探しに行こう Again / スキマスイッチ
2. ふれて未来を / スキマスイッチ
3. 奏 (かなで) / さかいゆう×スキマスイッチ
4. 目を閉じておいでよ / 杏子×スキマスイッチ
5. 晴ときどき曇 / 元ちとせ×スキマスイッチ
6. view / 長澤知之×スキマスイッチ
7. ひとりじゃできないから手伝ってください / MI-GU×スキマスイッチ
8. きみがいいなら / COIL×スキマスイッチ
9. スモーキンレイニーブルー / 山崎まさよし×スキマスイッチ
10. アドレナリン / 山崎まさよし×スキマスイッチ
11. 藍 / 秦基博×スキマスイッチ
12. アイ / 秦基博×スキマスイッチ
13. ユリーカ / スキマスイッチ
14. スカーレット / スキマスイッチ
15. Hello Especially / スキマスイッチ
16. SL9 / スキマスイッチ
17. 全力少年 / スキマスイッチ
18. 夏はこれからだ! / 福耳
19. 惑星タイマー / 福耳